# 高鐸 (清朝)
高 鐸（こう たく）は、中国清朝の官員。漢軍鑲黄旗出身の人物。
監生として育ち、康熙60年（1721年）に沈近思の後任として台湾府知府に就任。当時は朱一貴の乱の直後であった。彼は着任後、民衆の生活を平穏な状態に戻した。任期後は汀漳道道員に昇任した。